# The Scourger
The Scourger est un groupe de death metal mélodique et thrash metal finlandais, originaire d'Helsinki. Formé en 2003 à partir des cendres de Gandalf, le groupe termine en juillet 2005 premier des classements finlandais grâce à Hatehead. Maximum Intensity atteint la troisième et deuxième place des classements, et Never Bury the Hatchet atteint la neuvième place en juillet 2007. Le groupe ne donne plus signe de vie depuis 2010 et finit par se séparer en 2011.

## Biographie
Le groupe est formé en 2003 à Helsinki par le chanteur Jari Hurskainen, ancien membre de Gandalf, et le batteur Seppo Tarvainen. Ils recrutent le guitariste Pekka Hämäläinen. Ensemble, ils enregistrent leur première démo. Ils enregistrent leur première démo, mixée par Tony Näykki. La démo est une reprise de Cold du groupe At the Gates. Au printemps 2004, le groupe travaille sur de nouvelles chansons. En outre, la formation du groupe change avec l'arrivée des guitaristes Harri Hytönen et Timo Nyberg, tous deux également anciens membres de Gandalf. Peu après, ils sont rejoints par le bassiste Alec Hirst-Gee. La première performance live du groupe s'effectue au Nosturi d'Helsinki avec des groupes comme Amoral. En automne, le groupe entre aux studios Moonman à Karis avec le producteur Aaro Seppovaara. Le bassiste Hirst-Gee ne peut assister aux enregistrements et est donc remplacé par Kirka Sainio. L'EP qui en résulte, To the Slayground, est publié en février l'année suivante. En 2004, le groupe joue deux concerts avec Transport League, Moonsorrow, Imperanon et Born of Thorns.
En 2005, ils participent au Finnish Metal Expo. Kimmo Kammonen est ajouté cette année comme nouveau bassiste. Au Finnish Metal Expo, le groupe tourne sa première vidéo de la chanson To the Slayground. La vidéo est incluse sur le DVD Inferno: A Collection of Metal Videos 2005. Après la sortie de l'EP To the Slayground, le groupe fait la rencontre de Finntroll. Ils enregistrent ensuite de nouvelles chansons aux Seawolf Studios et aux studios Moonman. Le single est publié en parallèle à leur participation au Tuska Open Air Metal Festival. Le groupe y joue avec Hevein et Total Devastation. Le single atteint la première place des classements en Finlande,,. En août et septembre, le groupe continue à enregistrer son premier album, Blind Date With Violence. Pendant ce temps, le guitariste Harri Hytönen quitte le groupe et est remplacé par Jani Luttinen. En octobre, ils jouent avec Trivium.
L'album est publié en janvier 2006. Il s'accompagne d'une vidéo pour la chanson Hatehead. En mars et avril, le groupe joue en Estonie. En mai, le guitariste Jani Luttinen se blesse à la main, et reste inactif pendant deux mois. Il est remplacé pendant cette période par Antti Wirman. En juin 2006, le groupe signe un contrat avec le label allemand Cyclone Empire. En juillet 2006, le groupe joue au Tuska Open Air. Par la suite, le groupe sort Maximum Intensity qui reste quatre semaines au top 5 finlandais. En août 2006, Cyclone Empire annonce la réédition de leur album Blind Date With Violence pour octobre la même année. En janvier 2007, le groupe participe à la bande originale du film V2 – Jäätynyt enkeli aux côtés d'autres groupes tels que Norther, Tarot, Thunderstone et Amorphis. Ils participent ensuite à une tournée avec Napalm Death en Scandinavie. Avant la tournée, le batteur Tarvainen commence l'enregistrement d'un nouvel album aux Studios Seawolf. Il est produit à nouveau par Aaro Seppovaara. Les enregistrements sont poursuivis entre mars et juin. En mai, le titre de l'album est annoncé : Dark Invitation to Armageddon. Le premier single s'intitule Never Bury the Hatchet qui débute neuvième des classements finlandais. L'album est mixé par Pelle Saether au Studio Underground. L'album est annoncé en octobre 2007, mais repoussé en janvier 2008 à cause de retards liés au mixage. Le reste de l'année, le groupe joue en Finlande. En décembre 2009, ils annoncent être à la recherche d'un guitariste et batteur. Le groupe ne donne plus signe de vie depuis 2010, et finit par se séparer en 2011.

## Membres

### Derniers membres
- Jari Hurskainen – chant (2003-2011)
- Jape Nummenpää - basse (2010-2011)
- Tero Kemppainen – guitare (2010-2011)
- Jani Hentilä – guitare (2010-2011)

### Anciens membres
- Seppo Tarvainen – batterie (2003-2009)
- Pekka Hämäläinen – guitare (2003-2004)
- Harri Hytönen – guitare (2004-2005)
- Timo Nyberg – guitare (2004-2006)
- Alec Hirst-Gee - basse en session (2004)
- Kirka Sainio - basse en session (2004)
- Kimmo Kammonen – basse (2005-2009)
- Jani Luttinen – guitare (2005-2009)
- Antti Wirman – guitare (2006-2009)